# آنتساهانورو
آنتساهانورو (به لاتین: Antsahanoro) یک منطقهٔ مسکونی در ماداگاسکار است که در بخش آنتالاها واقع شده‌است. آنتساهانورو ۱۶٬۲۵۳ نفر جمعیت دارد.